# Championnat de France masculin de handball 1979-1980
Navigation
Nationale 1 1978-1979 Nationale 1 1980-1981
Le championnat de France de Nationale 1 masculin 1979-1980 est le plus haut niveau de handball en France. 
Le titre de champion de France est remporté par le Stella Sports Saint-Maur. Avec 6 victoires, le club devient le club le plus titré de championnat de France.

## Modalités
Lors de la première phase, les vingt équipes sont réparties en deux poules de dix équipes.
A l'issue de cette première phase, les équipes sont réparties en trois poules :
- les deux premiers de chaque poule sont qualifiés pour la poule finale. Les résultats enregistrés en première phase au cours des rencontres jouées entre deux clubs qualifiés d'une même poule restent acquis pour la deuxième phase. Les deux premiers de cette poule finale disputent ensuite une finale qui désigne le champion de France.
- les clubs classés à la 7e et 8e place de chaque poule disputent une épreuve de barrages en matchs aller-retour, le club 7e d’une poule étant opposé au 8e de l’autre poule. Les deux clubs déclarés battus sont relégués en Nationale II et les deux clubs déclarés vainqueurs sont appelés à disputer une épreuve complémentaire de barrage en matchs aller-retour contre les deux clubs de Nationale II battus en 1/2 finale de Nationale II.
- Les deux derniers de chaque poule sont automatiquement relégués en division Nationale II

## Première phase
Le classement final est, :

### Poule A
| \| \| Équipe \| Pts \| J \| G \| N \| P \| Bp \| Bc \| Diff \| \| -- \| ---------------------------- \| --- \| -- \| -- \| - \| -- \| --- \| --- \| ---- \| \| 1 \| Stella Sports Saint-Maur (T) \| 51 \| 18 \| 16 \| 1 \| 1 \| 447 \| 325 \| 122 \| \| 2 \| USM Gagny \| 48 \| 18 \| 14 \| 2 \| 2 \| 503 \| 369 \| 134 \| \| 3 \| Stade Marseillais UC \| 47 \| 18 \| 14 \| 1 \| 3 \| 482 \| 366 \| 116 \| \| 4 \| RC Strasbourg \| 43 \| 18 \| 12 \| 1 \| 5 \| 402 \| 328 \| 74 \| \| 5 \| SMEC Metz \| 38 \| 18 \| 10 \| 0 \| 8 \| 384 \| 370 \| 14 \| \| 6 \| US Altkirch \| 33 \| 18 \| 7 \| 1 \| 10 \| 398 \| 469 \| -71 \| \| 7 \| ASL Tourcoing \| 32 \| 18 \| 7 \| 0 \| 11 \| 390 \| 447 \| -57 \| \| 8 \| ASPTT Mulhouse (P) \| 24 \| 18 \| 3 \| 0 \| 15 \| 366 \| 435 \| -69 \| \| 9 \| SLUC Nancy \| 24 \| 18 \| 3 \| 0 \| 15 \| 315 \| 428 \| -113 \| \| 10 \| Villemomble Sports (P) \| 20 \| 18 \| 1 \| 0 \| 17 \| 356 \| 506 \| -150 \| | - Qualifié pour la poule finale - Qualifié pour le barrage de relégation - Relégation en Nationale II - T : Tenant du titre - P : Promu de Nationale II |     |    |    |   |    |     |     |      |
| | Équipe | Pts | J  | G  | N | P  | Bp  | Bc  | Diff |
| 1 | Stella Sports Saint-Maur (T) | 51  | 18 | 16 | 1 | 1  | 447 | 325 | 122  |
| 2 | USM Gagny | 48  | 18 | 14 | 2 | 2  | 503 | 369 | 134  |
| 3 | Stade Marseillais UC | 47  | 18 | 14 | 1 | 3  | 482 | 366 | 116  |
| 4 | RC Strasbourg | 43  | 18 | 12 | 1 | 5  | 402 | 328 | 74   |
| 5 | SMEC Metz | 38  | 18 | 10 | 0 | 8  | 384 | 370 | 14   |
| 6 | US Altkirch | 33  | 18 | 7  | 1 | 10 | 398 | 469 | -71  |
| 7 | ASL Tourcoing | 32  | 18 | 7  | 0 | 11 | 390 | 447 | -57  |
| 8 | ASPTT Mulhouse (P) | 24  | 18 | 3  | 0 | 15 | 366 | 435 | -69  |
| 9 | SLUC Nancy | 24  | 18 | 3  | 0 | 15 | 315 | 428 | -113 |
| 10 | Villemomble Sports (P) | 20  | 18 | 1  | 0 | 17 | 356 | 506 | -150 |

### Poule B
| \| \| Équipe \| Pts \| J \| G \| N \| P \| Bp \| Bc \| Diff \| \| -- \| ------------------------ \| --- \| -- \| -- \| - \| -- \| --- \| --- \| ---- \| \| 1 \| Paris UC \| 47 \| 18 \| 14 \| 1 \| 3 \| 378 \| 307 \| 71 \| \| 2 \| ES Saint-Martin-d'Hères \| 44 \| 18 \| 12 \| 2 \| 4 \| 441 \| 354 \| 87 \| \| 3 \| CSL Dijon \| 41 \| 18 \| 11 \| 1 \| 6 \| 464 \| 386 \| 78 \| \| 4 \| US Ivry \| 39 \| 18 \| 9 \| 3 \| 6 \| 368 \| 344 \| 24 \| \| 5 \| ASPTT Metz \| 38 \| 18 \| 9 \| 2 \| 7 \| 426 \| 383 \| 43 \| \| 6 \| ESM Gonfreville l'Orcher \| 37 \| 18 \| 8 \| 3 \| 7 \| 402 \| 388 \| 14 \| \| 7 \| Thonon AC (P) \| 37 \| 18 \| 9 \| 1 \| 8 \| 399 \| 398 \| 1 \| \| 8 \| Stade toulousain \| 33 \| 18 \| 7 \| 2 \| 8 \| 393 \| 418 \| -25 \| \| 9 \| CSM Livry-Gargan (P) \| 23 \| 18 \| 2 \| 1 \| 15 \| 377 \| 479 \| -102 \| \| 10 \| APAS Paris \| 19 \| 18 \| 1 \| 0 \| 16 \| 302 \| 493 \| -191 \| | - Qualifié pour la poule finale - Qualifié pour le barrage de relégation - Relégation en Nationale II - P : Promu de Nationale II |     |    |    |   |    |     |     |      |
| | Équipe | Pts | J  | G  | N | P  | Bp  | Bc  | Diff |
| 1 | Paris UC | 47  | 18 | 14 | 1 | 3  | 378 | 307 | 71   |
| 2 | ES Saint-Martin-d'Hères | 44  | 18 | 12 | 2 | 4  | 441 | 354 | 87   |
| 3 | CSL Dijon | 41  | 18 | 11 | 1 | 6  | 464 | 386 | 78   |
| 4 | US Ivry | 39  | 18 | 9  | 3 | 6  | 368 | 344 | 24   |
| 5 | ASPTT Metz | 38  | 18 | 9  | 2 | 7  | 426 | 383 | 43   |
| 6 | ESM Gonfreville l'Orcher | 37  | 18 | 8  | 3 | 7  | 402 | 388 | 14   |
| 7 | Thonon AC (P) | 37  | 18 | 9  | 1 | 8  | 399 | 398 | 1    |
| 8 | Stade toulousain | 33  | 18 | 7  | 2 | 8  | 393 | 418 | -25  |
| 9 | CSM Livry-Gargan (P) | 23  | 18 | 2  | 1 | 15 | 377 | 479 | -102 |
| 10 | APAS Paris | 19  | 18 | 1  | 0 | 16 | 302 | 493 | -191 |

## Deuxième phase

### Poule finale
Le classement final est, :
|   | Équipe                   | Pts | J | G | N | P | Bp  | Bc  | Diff |  | Résultats                | Gagny | St-Maur | Paris | ESSM  |
| - | ------------------------ | --- | - | - | - | - | --- | --- | ---- |  | ------------------------ | ----- | ------- | ----- | ----- |
| 1 | USM Gagny                | 16  | 6 | 4 | 2 | 0 | 144 | 123 | 21   |  | USM Gagny                |       | 22-22   | 27-23 | 30-23 |
| 2 | Stella Sports Saint-Maur | 13  | 6 | 2 | 3 | 1 | 125 | 118 | 7    |  | Stella Sports Saint-Maur | 17-20 |         | 21-14 | 24-21 |
| 3 | Paris UC                 | 10  | 6 | 1 | 2 | 3 | 120 | 130 | -10  |  | Paris UC                 | 22-22 | 25-25   |       | 18-14 |
| 4 | ES Saint-Martin-d'Hères  | 9   | 6 | 1 | 1 | 4 | 111 | 129 | -18  |  | ES Saint-Martin-d'Hères  | 16-23 | 16-16   | 21-18 |       |

- Qualifié pour la finale

### Finale
| 7 juin 1980 | Stella Sports Saint-Maur | 26 – 22 | USM Gagny       | Stade Pierre-de-Coubertin |
| 7 juin 1980 | Marc-Henri Bernard 8     | (14-10) | Eddie Couriol 6 | Stade Pierre-de-Coubertin |
| 7 juin 1980 | FFHB                     |         |                 | Stade Pierre-de-Coubertin |

- Stella Sports Saint-Maur :

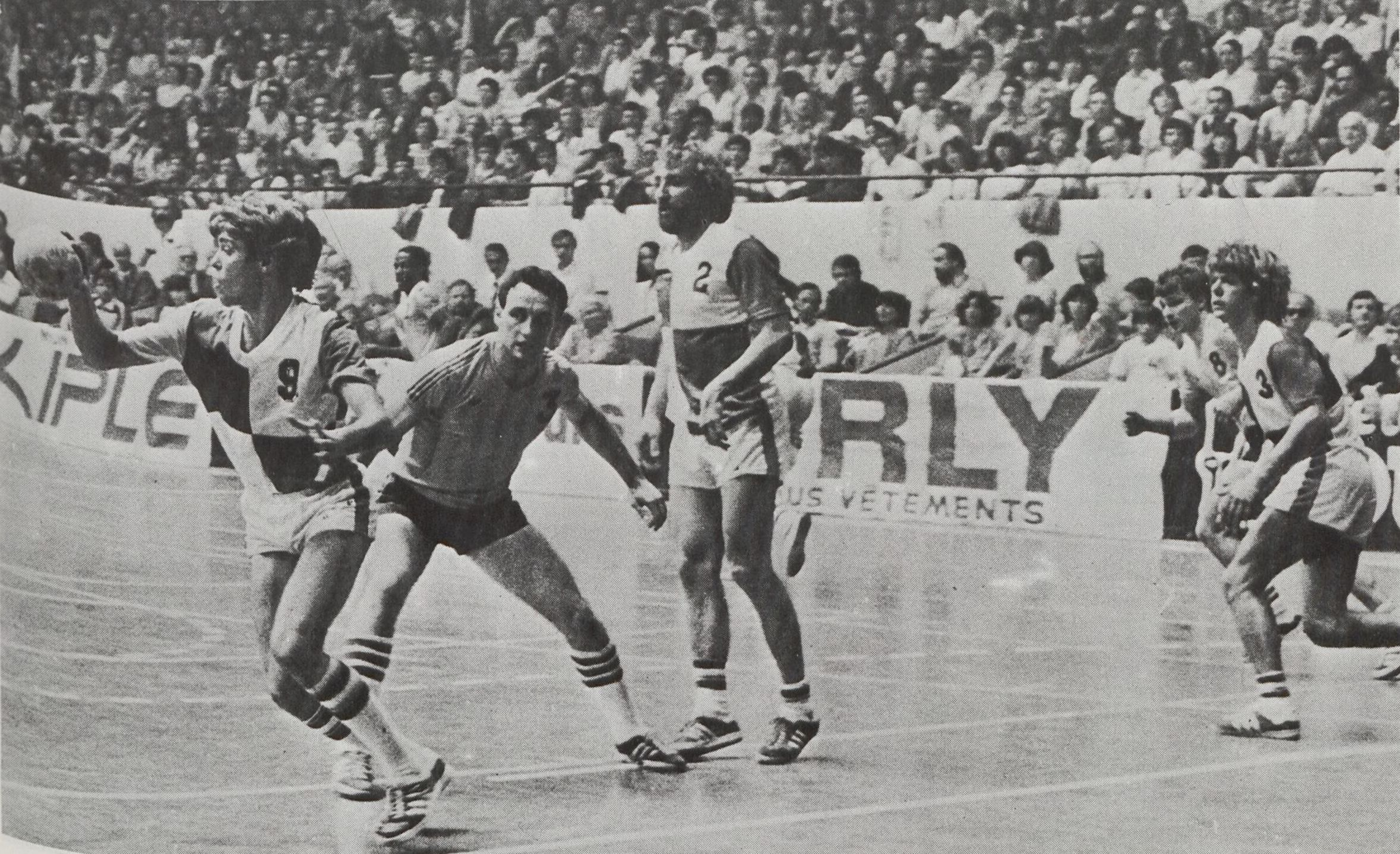
Finale Stella-Gagny.

  - Joueurs de champ : Marc-Henri Bernard (8 buts dont 6 p.), Jean-Paul Martinet (6), Jacques Grandjean (5), Gérard Roussel (4), Bernard Bouteiller (2), Jean-Louis Legrand (1), Sylvain Crépin, Philippe Carrara, Thierry Anti, Stéphane Huet.
  - Gardiens de but : Dominique De Ronchi, Philippe Médard.
  - Entraîneur : Jean-Paul Martinet
- USM Gagny
  - Joueurs de champ : Eddie Couriol (6), Jean-Michel Serinet (5), Philippe Germain (4 p.), Éric Cailleaux (2), Marc Méjean (2) Giraud (2 dont 1 p.), Garnier (1), Menet, Ilic, Sylvain Nouet
  - Gardiens de but : Dominique Bouzianne, Nauche (?).
  - Entraîneur : Jean-Michel Germain
- Arbitres : MM. Antumez et Legrand.

### Barrages de relégation
Barrages entre clubs de Nationale 1
- Stade toulousain (8e de la poule B) - ASL Tourcoing (7e de la poule A)
- ASPTT Mulhouse (8e de la poule A) - Thonon AC (7e de la poule B)

A l'issue de ces matchs, l'ASPTT Mulhouse et le Stade toulousain, vaincus, sont relégués.
Barrages avec clubs de Nationale 2
Ces matchs de barrages opposent l’ASL Tourcoing et le Thonon AC, vainqueurs des barrages de N1, au HBC Anzin et à la SE Beaune, demi-finalistes en Nationale 2 :
| Équipe 1       | Score   | Équipe 2           | Aller   | Retour  |
| -------------- | ------- | ------------------ | ------- | ------- |
| HBC Anzin (N2) | 48 – 56 | ASL Tourcoing (N1) | 25 – 31 | 23 – 25 |
| SE Beaune (N2) | 54 – 50 | Thonon AC (N1)     | 28 – 25 | 26 – 25 |

L'ASL Tourcoing est maintenu tandis que le Thonon AC est relégué au détriment de la SE Beaune qui est promu.

## Statistiques et récompenses

### Meilleurs buteurs
Avec 136 buts marqués, Philippe Monneron de l'ES Saint-Martin-d'Hères a terminé meilleur buteur du championnat. Il devance le dijonnais Jean-Michel Geoffroy.

### Meilleurs joueurs
Cette saison est marquée par un nouveau challenge qui récompense, au terme de la saison, le meilleur joueur dans l'acceptation la plus large du terme et non pas seulement le meilleur buteur. 
Le « Jet d'Or Adidas » est ainsi établi à partir des points attribués par les journalistes à l'issue de chacune des rencontres de championnat auxquelles ils assistent. Ces points permettent de désigner chaque mois un « sept » comprenant les meilleurs joueurs. À partir de ces classements mensuels, est établi un classement trimestriel puis un classement final à l'issue de la saison.
Pour le premier trimestre, Jean-Michel Geoffroy du CSL Dijon, précède, avec 234 points, Michel Cicut du SMUC (205 points) et Francis Varinot (Strasbourg) qui a totalisé 146 points. Pour le deuxième trimestre, Michel Cicut devance Philippe Monneron (St-Martin-d'Hères) et Christophe Esparre (Gonfreville).
Finalement, au terme de la saison, ce sont trois autres joueurs qui se sont vu décerner le « Jet d'Or Adidas » en compagnie de Nelson Paillou, président de la Fédération française de handball, et de Jacques Marchand, représentant de l'Union syndicale des journalistes sportifs français :
- Jet d'or : Jean-Louis Legrand (Stella Sports Saint-Maur),
- Jet d'argent : Eddie Couriol (USM Gagny),
- Jet de bronze : Patrick Boullé (US Ivry, gardien de but).